# Kool Keith
Keith Matthew Thornton (Nueva York, 7 de octubre de 1963), más conocido por su nombre artístico Kool Keith, es un rapero y productor discográfico estadounidense del Bronx, Nueva York, conocido por sus letras surrealistas, abstractas y a menudo profanas o incomprensibles. Kool Keith ha grabado prolíficamente tanto en solitario como en colaboraciones en grupo. Kool Keith está considerado como una de las personalidades más excéntricas e inusuales del hip-hop.
Kool Keith fue miembro cofundador de Ultramagnetic MCs, cuyo debut Critical Beatdown se publicó en 1988. Tras dos álbumes más con el grupo, Funk Your Head Up y The Four Horsemen, Kool Keith publicó su álbum debut en solitario, Dr. Octagonecologyst, aclamado por la crítica, bajo el nombre de Dr. Octagon en 1996. Posteriormente publicó una serie de álbumes de hip hop independientes, entre ellos Sex Style, First Come, First Served (como Dr. Dooom) y, más recientemente, Keith.
Después de publicar un único álbum en una discográfica importante, Black Elvis/Lost in Space, Kool Keith volvió a publicar música de forma independiente, produciendo más trabajos en solitario y en colaboración con grupos como Analog Brothers, Masters of Illusion, Thee Undatakerz y Project Polaroid. Kool Keith también ha colaborado con Peeping Tom y Yeah Yeah Yeahs. También apareció en el tema corto DDT del álbum Power in Numbers de Jurassic 5. El éxito deThe Prodigy"Smack My Bitch Up" se basó en una muestra de la voz de Kool Keith diciendo "Change my pitch up. Smack my bitch up" en Give The Drummer Some de Ultramagnetic MC's.

## Historia

### Ultramagnetic MCs (1984-1993)
Thornton comenzó su carrera con el grupo Ultramagnetic MCs bajo el seudónimo Kool Keith en 1984. Cuatro años más tarde, publicaron el álbum Critical Beatdown, que fue aclamado por la crítica y posteriormente fue reconocido como muy influyente por su producción innovadora, sus rimas complejas y su sampling picado. Justo después de su publicación, Thornton fue internado en el Bellevue Hospital Center. Sin embargo, más tarde dijo que la idea de que había sido internado se debió a un comentario frívolo que hizo durante una entrevista, y que nunca esperó que la historia se hiciera tan conocida.
Ultramagnetic MCs publicaría dos álbumes más ( Funk Your Head Up, de 1992, y The Four Horsemen, de 1993) con escaso éxito comercial debido al cambiante panorama del hip hop de la Costa Oeste. Estuvieron en pausa durante años, lo que llevó a Thorton a emprender una carrera en solitario.

### Debuts de Dr. Octagon (1995-1996)
Thornton lanzó su primer single notable en solitario, "Earth People", en 1995, bajo el nombre de Dr. Octagon. Al año siguiente publicó el álbum conceptual Dr. Octagonecologyst. La producción del álbum, a cargo de Dan the Automator y Kutmasta Kurt, con scratching de DJ Qbert, fue aclamada por la crítica, y el álbum fue publicado a nivel nacional por DreamWorks Records en 1997, tras un lanzamiento inicial en el sello más pequeño Bulk Recordings (como, simplemente, Dr. Octagon) un año antes. Dr. Octagonecologyst fue considerado un alejamiento del hip hop de la vieja escuela hacia el hip hop abstracto, con temas surrealistas, de terror, de ciencia ficción y sexuales. DreamWorks también publicó una versión instrumental del álbum, titulada Instrumentalyst (Octagon Beats).

### Otros lanzamientos (1996-2001)
En 1996, Thornton colaboró con Tim Dog para el sencillo "The Industry is Wack", actuando bajo el nombre de Ultra-el álbum Big Time le siguió poco después. Al año siguiente, Thornton publicó su segundo álbum, Sex Style, bajo el nombre de Kool Keith. Al ser un álbum conceptual de rap sucio, Thornton lo describió como "pornocore", lleno de metáforas sexuales para disentir de otros raperos. También se publicó una versión instrumental. Este año, se publicó un álbum en colaboración con Godfather Don titulado Cenobites, en forma de LP.
En 1999, lanzó el álbum First Come, First Served bajo el nombre de "Dr. Dooom", en el que el protagonista del álbum mataba al Dr. Octagon en la canción de apertura del álbum. Ese mismo año, el 10 de agosto de 1999, Thornton lanzó Black Elvis/Lost in Space, bajo los grandes sellos discográficos Ruffhouse y Columbia. Alcanzó el número 10 en la listaBillboard Heatseekers, el 74 en la lista Top R&B/Hip-Hop Albums y el 180 en la Billboard 200, A pesar de ser el proyecto de mayor éxito comercial de Thornton hasta la fecha, se mostró decepcionado por los retrasos y los esfuerzos promocionales del álbum, aunque se realizó un vídeo promocional para el single principal, "Livin' Astro", que se emitió en algunos episodios del programa Amp de la MTV a principios de 2000. Su secuela, Black Elvis 2, salió a la venta en 2023.
El 5 de junio de 2001, Thornton publicó el álbum Spankmaster en TVT y Gothom Records. Alcanzó el puesto 16 en la lista Billboard Heatseekers, el 11 en la lista Top Independent Albums y el 48 en la lista Top R&B/Hip-Hop Albums. El álbum aún no está en streaming.

### Colaboraciones (2000-2004)
El 25 de julio de 2000, Thornton publicó el álbum Matthew. Alcanzó el número 47 en la lista Billboard Heatseekers. Al mes siguiente, Thornton colaboró con Ice-T, Marc Live, Black Silver y Pimp Rex para el álbum Pimp to Eat, bajo el nombre de Analog Brothers, con Keith actuando como Keith Korg e Ice-T como Ice Oscillator.El álbum fue reeditado por Mello Music Group en streaming, CD y LP en 2016. Masters of Illusion, una colaboración con KutMasta Kurt y Motion Man, siguió unos meses más tarde.
Thornton, Marc Live y H-Bomb formaron el grupo KHM, lanzando el álbum Game el 19 de noviembre de 2002. Más tarde cambiaron su nombre a "Clayborne Family" por el lanzamiento de su segundo álbum dos años más tarde. Durante el mismo año (2004) en que Clayborne Family fue lanzado, Kool Keith Presents Thee Undatakerz (con el Reverendo Tom (Kool Keith) Al Bury-U (BIG NONAME), M-Balmer y The Funeral Director) y Diesel Truckers, otra colaboración con KutMasta Kurt.

### Segundo álbum de Dr. Octagon (2002-2004)
En 2002, Thornton comenzó a grabar The Resurrection of Dr. Octagon con el productor Fanatik J,firmando un contrato con CMH Records para publicar el álbum, que finalmente se completó sin mucha participación de Thornton, debido a una discusión sobre los términos contractuales.
El 12 de octubre de 2004, Real Talk Entertainment publicó el álbum Dr. Octagon Part 2.
El álbum fue discontinuado por orden judicial. El 27 de junio, The Return of Dr. Octagon fue lanzado por OCD International, un sello de CMH, anunciado como la continuación oficial de Dr . Octagonecologyst. Algunos críticos consideraron que no era tan bueno como su predecesor.Thornton declaró que le gustaba el álbum, pero sentía que perjudicaba su reputación como músico.En agosto, Thornton actuó bajo la facturación de Dr. Octagon, pero no reconoció el lanzamiento del álbum de OCD.

### Otras colaboraciones y álbumes en solitario (2006-presente)
El 25 de abril de 2006, Thornton publicó el álbum Nogatco Rd. bajo el nombre de Mr. Nogatco, y Project Polaroid, una colaboración con TomC3. The Return of Dr. Octagon, la secuela de Dr. Octagonecologyst, se publicó dos meses después, así como una secuela de Dr. Dooom titulada Dr. Dooom 2 que se publicó dos años más tarde.
En 2007, Ultramagnetic MCs lanzó el álbum de reunión The Best Kept Secret.En 2009, Kool Keith lanzó el álbum conceptual Tashan Dorrsett; un seguimiento, The Legend of Tashan Dorrsett, seguido dos años más tarde.En 2012, Kool Keith actuó en el Encuentro de los Juggalos.Ha declarado que está considerando retirarse de la música.En 2013, Keith apareció como Dr. Octagon en la canción de Yeah Yeah Yeahs "Buried Alive", de su álbum Mosquito.
En 2015, Keith lanzó "Time?Astonishing!" con el productor L'Orange y comenzó el inicio de su relación con Mello Music Group. Desde entonces, Keith también reeditó su álbum grupal con los Analog Brothers (Ice-T, Pimp Rex, Marc Live, Silver Synth) “Pimp To Eat” con Mello Music.El reciente álbum en solitario de Kool Keith "Feature Magnetic “ fue lanzado el 16 de septiembre de 2016 y cuenta con MF DOOM, Slug de Atmosphere, Dirt Nasty y muchos otros. Artwork para el álbum ”Feature Magnetic" fue producido por Marc Santo.
En 2018, Keith colaboró una vez más con Dan the Automator y DJ Qbert para otro álbum de Dr. Octagon Moosebumps: An Exploration Into Modern Day Horripilation fue lanzado en servicios de streaming el 6 de abril de 2018, con el lanzamiento físico programado para el Record Store Day,21 de abril de 2018. El lanzamiento del Record Store Day incluye copias en vinilo y CD. Usando su personaje Deltron, Del the Funky Homosapien participa en "3030 Meets the Doc, Pt. 1". NPR ofreció un primer vistazo al álbum el 29 de marzo de 2018. Kool Keith aparece en "Western" del grupo de bluegrass-rap Gangstagrass, actuando como él mismo. A lo largo de cinco años, Thornton lanzó Controller of Trap, Keith, Computer Technology, Saks 5th Ave, Space Goretex (con Thetan), Keith's Salon, Subatomic (con Del the Funky Homosapien), Serpent (con Real Bad Man) y Black Elvis 2.
El sitio web de fans de Thornton hace referencia a su discografía de unos cincuenta álbumes, la mayoría de los cuales se han publicado comercialmente. Singles como "Spectrum" siguen apareciendo en línea bajo el nombre del artista, en sitios como SoundCloud y Spotify.

## Estilo lírico e interpretativo

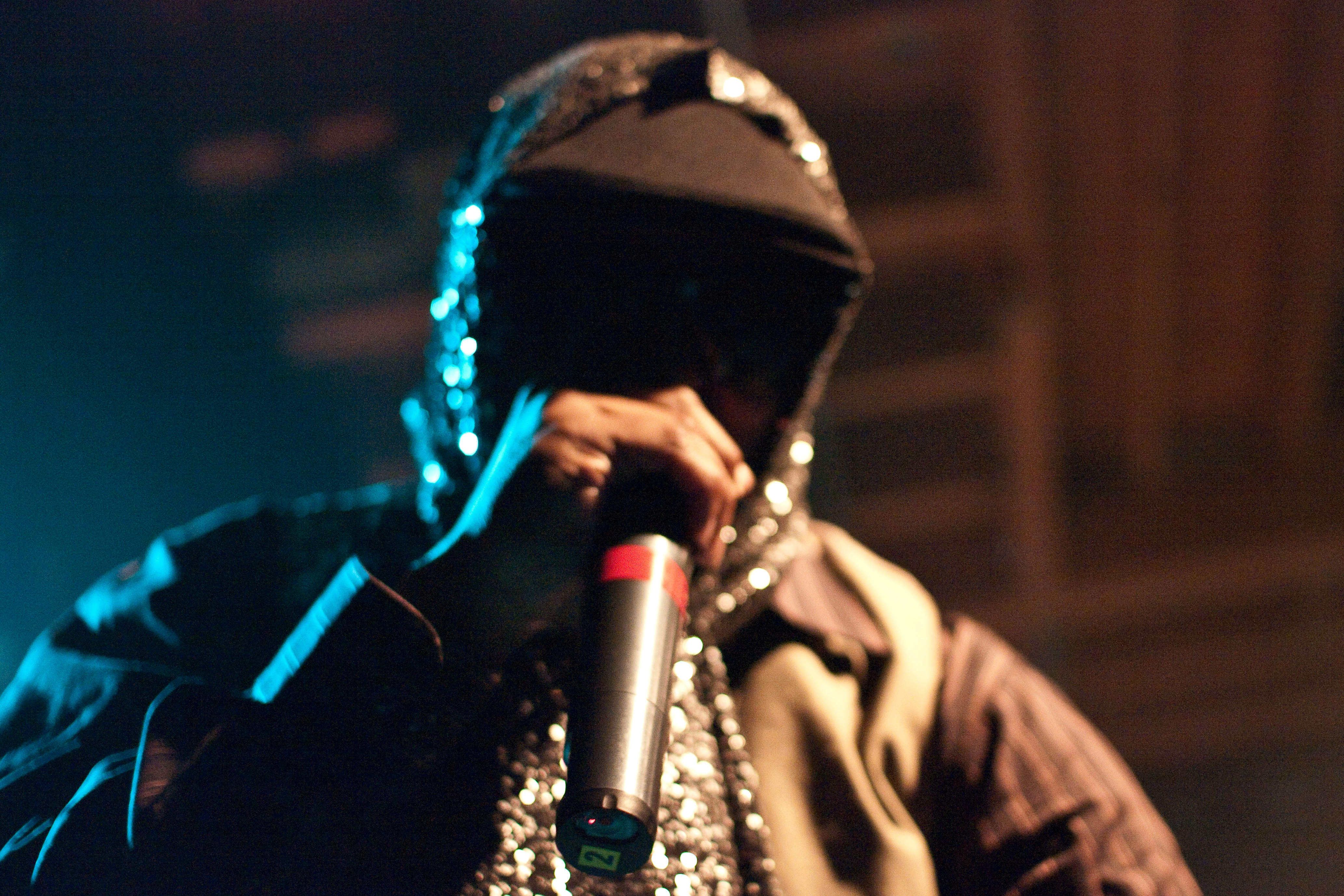
Kool Keith actuando en el Mezzanine de San Francisco, California, durante el Noise Pop Festival de 2009

Las letras de Thornton son a menudo abstractas, surrealistas,y llenas de non-sequiturs y humor profano.Por ejemplo, "Technical Difficulties", del álbum Dr. Octagonecologyst, contiene la siguiente letra: "Intestinos, inversiones, esconde dinero en tu estómago / ¿Quién puede detener el Pepto-Bismol? Sólo un Gremlin comiendo en Larry Parker como Gizmo". Thornton también es conocido por un estilo explícito centrado en temas sexuales, al que Thornton se ha referido como "pornocore"En una entrevista de 2007, Thornton afirma haber "inventado el horrorcore".

## Alter ego
Kool Keith es conocido por sus muchos alter ego. A partir de 2012, Kool Keith tenía al menos 58 alter ego: estos incluyen alias conocidos como Dr. Octagon, Dr. Dooom, y Negro Elvis, que apareció en los álbumes que llevan sus nombres; y los más oscuros, como traficante de armas de fuego "Crazy Lou" y "Exotron Geiger Counter One Gamma Plus Secuenciador", como se presentó a sí mismo en una aparición en Marley Marl's programa de radio In Control. Algunos de los apodos de Kool Keith sólo han existido en las ilustraciones del álbum, como "Mr. Green" y "Elvin Presley".
En referencia a la relación entre él y sus diversas personalidades escénicas, Keith ha dicho: "Ya ni siquiera me siento un ser humano"

## Discografía
Álbumes en solitario
- Dr. Octagonecologyst (1996)

- Sex Style (1997)

- First Come, First Served (1999)

- Black Elvis/Lost in Space (1999)

- Matthew (2000)

- Spankmaster (2001)

- Nogatco Rd. (2006)

- El regreso del Dr. Octagon (2006)

- Dr. Dooom 2 (2008)

- Tashan Dorrsett (2009)

- Amor y peligro (2012)

- Demolition Crash (2014)

- El Dorado Driven (2014)

- Feature Magnetic (2016)

- Moosebumps: An Exploration Into Modern Day Horripilation (2018)

- Controller of Trap (2018)

- Keith (2019)

- Tecnología informática (2019)

- Saks 5th Ave (2019)

- Keith's Salon (2021)

- Elvis Negro 2 (2023)

- Sr. Controlador (2023)

- Área Mundial (2023)

Álbumes en colaboración
- Big Time (con Tim Dog como Ultra) (1996)

- The Cenobites (con Godfather Don como The Cenobites) (1997)

- Pimp to Eat (con Ice-T, Black Silver, Marc Live y Pimpin' Rex como Analog Brothers) (2000)

- A Much Better Tomorrow (con Dan The Automator) (2000)

- Masters of Illusion (con KutMasta Kurt y Motion Man como Masters of Illusion) (2000)

- Game (con Jacky Jasper y Marc Live como KHM) (2002)

- Kool Keith Presents Thee Undatakerz(con M-Balmer, The Funeral Director y Al Bury-U como Thee Undatakerz) (2004)

- Kool Keith Official Space Tape (con DJ Junkaz Lou) (2004)

- Diesel Truckers (con KutMasta Kurt como The Diesel Truckers) (2004)

- Clayborne Family (con Jacky Jasper y Marc Live como Clayborne Family) (2004)

- The Original SoundTrack Album of Project Polaroid (con TomC3 como Project Polaroid) (2006)

- Idea of a Masterpiece (con 57-41) (2009)

- Bikinis N Thongs (con Denis Deft) (2009)

- Stoned (con H-Bomb como 7th Veil) (2009)

- Magnetic Pimp Force Field (con Big Sche Eastwood) (2013)

- ¿Tiempo? ¡Asombroso! (con L'Orange) (2015)

- A Couple of Slices (con Ray West) (2015)

- Moosebumps: An Exploration Into Modern Day Horripilation The SP 1200 Remixes (con Dan The Automator) (2018)

- The Foundation Album (2019)

- Space Goretex (con Thetan) (2020)

- Subatomic (2022, con FNKPMPN)

- Serpent (2023, con Real Bad Man)

- Lonnie Parachute (2023, con Your Best Friend Jippy)